# Zar Dasht
Zar Dasht (persiska: زر دشت) är en del av en befolkad plats i Iran.   Den ligger i provinsen Kerman, i den sydöstra delen av landet, 900 km sydost om huvudstaden Teheran. Zar Dasht ligger 2 312 meter över havet och antalet invånare är 318.
Terrängen runt Zar Dasht är kuperad åt nordväst, men åt sydost är den platt. Runt Zar Dasht är det glesbefolkat, med 12 invånare per kvadratkilometer. Närmaste större samhälle är Cheshmeh Sabz-e Gowghar, 16,1 km norr om Zar Dasht. Omgivningarna runt Zar Dasht är i huvudsak ett öppet busklandskap.